# Tontxu Campos
José Antonio Campos Granados (Baracaldo, Vizcaya, 19 de mayo de 1962), conocido como Tontxu Campos, es un economista, profesor universitario y político español.
Actualmente es profesor titular de economía, administración de empresas y marketing en la Universidad de Deusto y en la Deusto Business School.
Fue Consejero de Educación, Universidades e Investigación del Gobierno Vasco (2005-2009) con el lendakari Juan José Ibarretxe. También desempeñó el cargo de Diputado Foral de Innovación y Promoción Económica de la Diputación Foral de Vizcaya (2003-2005), el cargo de Diputado Foral de Innovación y Promoción Económica de la Diputación Foral de Vizcaya (1999-2003), de Director de Servicios del Departamento de Ordenación del Territorio, Vivienda y Medio Ambiente del Gobierno Vasco (1995-1999) y de Concejal del Ayuntamiento de Baracaldo (1990-1991).

## Biografía
Se licenció en ciencias económicas y empresariales en la Universidad de Deusto. Posteriormente realizó un máster en gestión avanzada también en la Universidad de Deusto. Se doctoró en ciencias económicas y empresariales en la Universidad de Deusto con la tesis "Marketing de cultura empresarial y libros de texto".
Desde 1986 ha sido profesor universitario de organización y administración de empresas, investigación de mercados y marketing en la Universidad de Deusto.
Actualmente es profesor titular de economía, administración de empresas y marketing en la Universidad de Deusto y en la Deusto Business School. Es el director del Executive MBA de la Deusto Business School. También es Director de Innovación y Emprendimiento de la Universidad de Deusto.

## Trayectoria política
En 1995 fue nombrado Director de Servicios del Departamento de Ordenación del Territorio, Vivienda y Medio Ambiente del Gobierno Vasco, nombrado por el consejero Francisco José Ormazabal (EA) y con José Antonio Ardanza como lendakari.
En 1999 fue nombrado Diputado Foral de Innovación y Promoción Económica de la Diputación Foral de Vizcaya con Josu Bergara Etxebarria como Diputado General de Vizcaya. En 2003 desempeñó el cargo de Diputado Foral de Innovación y Promoción Económica de la Diputación Foral de Vizcaya con José Luis Bilbao como Diputado General.
En 2005 fue nombrado Consejero de Educación, Universidades e Investigación del Gobierno Vasco con Juan José Ibarretxe como lendakari en el tripartito PNV, EA y EB. Entre sus funciones al frente de la consejería estuvo la reforma educativa del sistema vasco de educación. Fue un gran defensor de terminar con los modelos lingüísticos en el sistema educativo vasco. Sucedió en el cargo a Anjeles Iztueta (EA) y en 2009 fue sucedido por Isabel Celáa (PSE-EE).
En 2013, Campos fue designado consejero del Consejo de Administración del ente público EITB por el Parlamento Vasco (2013-2020).

## Vida privada
Reside en Baracaldo (Vizcaya). Está casado. Es padre de tres hijas.